# Jacatirão
Nota: jacatirão também pode ser manacá-da-serra e Tibouchina pulchra.
O jacatirão (Tibouchina trichopoda) é uma árvore pioneira brasileira da Mata Atlântica, que ocorre em restingas e na floresta ombrófila densa do litoral.
Como as demais Tibouchinas, a dispersão das sementes é anemocórica.